# Ludwig Carl Christian Koch

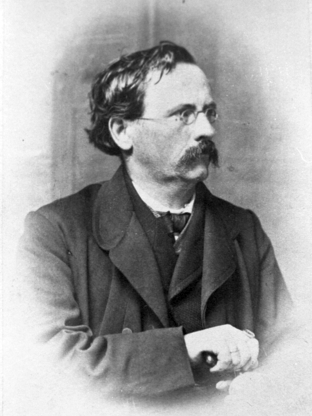
Ludwig Carl Christian Koch

Ludwig Carl Christian Koch (Regensburg, 8 november 1825 - Neurenberg, 1 november 1908) was een Duits entomoloog en arachnoloog.
Ludwig Carl Christian Koch was de zoon van de beroemde arachnoloog Carl Ludwig Koch (1778-1857). Hij studeerde rechten voordat hij zich verdiepte in de geneeskunde en de natuurwetenschappen. Vanaf 1850 werkte hij in Neurenberg als praktiserend arts.
Ludwig Koch wordt gezien als een van de belangrijkste specialisten op het gebied van insecten en spinnen die Duitsland in de tweede helft van de 19e eeuw rijk was. Hij beschreef naast veel inheemse soorten ook spinnen uit het Middellandse Zee gebied, uit Azië (Siberië en Japan) en uit Australië. Soorten die door hem zijn benoemd worden aangeduid met L. Koch. Zijn specialisme op het gebied van spinnen bracht hem wereldwijde roem als Spinnen-Koch. (C. L. Koch en Koch verwijzen naar zijn vader, Carl Ludwig Koch.)